# Transbay Tube
Die Transbay Tube ist ein Unterwassertunnel in der San Francisco Bay. Er wird von den Zügen der Bay Area Rapid Transit zwischen Oakland und San Francisco befahren. Die Röhre startet an der Embarcadero Station in San Francisco und endet an der West Oakland Station; die Gesamtlänge zwischen den beiden Stationen ist 9 Kilometer. Die Unterwasserlänge beträgt 5,7 Kilometer. Damit ist die Transbay Tube eine der längsten Unterwasserquerungen einer U-Bahn der Welt. Der tiefste Punkt ist 41 Meter.
Die Transbay Tube ist mit bis zu 100 dB der lauteste Streckenabschnitt der BART. 2015 wurden die Schienen geschliffen, was den Lärm etwas reduziert haben soll.
Mit dem Bau der Röhre wurde 1965 begonnen, sie wurde 1974 dem Verkehr übergeben. Die Röhre wurde nach dem Senkkastenprinzip an Land aus 57 Einzelsegmenten gefertigt. Diese Segmente wurden dann mit Hilfe einer Barge in Position gebracht, versenkt und mit Sand und Kies beschwert.